# White County, Georgia
White County är ett administrativt område i delstaten Georgia, USA, med 27 144 invånare. Den administrativa huvudorten (county seat) är Cleveland. Där finns också den lilla staden Helen, som är en turistattraktion därför att alla hus är byggda i imiterad schweizisk eller österrikisk alpstil.

## Geografi
Enligt United States Census Bureau har countyt en total area på 627 km². 625 km² av den arean är land och 2 km² är vatten.

### Angränsande countyn
- Towns County, Georgia - nord
- Habersham County, Georgia - öst
- Hall County, Georgia - syd
- Lumpkin County, Georgia - väst
- Union County, Georgia - nordväst